# A csend hangja
A csend hangja (eredeti cím: The Sound of Silence) 2019-ben bemutatott amerikai filmdráma, amelyet Michael Tyburski rendezett. A főbb szerepekben Rashida Jones, Peter Sarsgaard, Tony Revolori és Austin Pendleton látható. A cselekmény középpontjában Peter Lucian áll, egy „házi hangoló”, aki az otthonok hangzásvilágán dolgozik. A film a rendező 2013-as „Palimpsest” című rövidfilmjén alapul.
A filmet a 2019-es Sundance Filmfesztivál U.S. Dramatic versenyszekciójában vetítették. Az IFC Films 2019. szeptember 13-án mutatta be.

## Cselekmény
Peter Lucian önképzéssel foglalkozó szakember New Yorkban dolgozik „házi hangolóként”, amely egy egyedülálló, magasan specializált szakma, amit ő talált ki. Ügyfelei olyan problémákkal fordulnak hozzá, mint a depresszió, a szorongás vagy a fáradtság. Miután részletesen elemzi otthonuk akusztikai tulajdonságait, olyan hangkombinációkat határoz meg (például egy konyhai készülék hangját a radiátor hangjával keverve), amelyek javítják ügyfelei hangulatát. Némi szkepticizmus ellenére ügyfelei látják az eredményeket, egészen addig, amíg nem találkozik Ellen Chasennel, aki kimerültségtől szenved. Mivel nem tud segíteni rajta, hibákat keres az elemzéseiben.

## Szereplők
| Szerep                  | Színész          | Magyar hang       |
| ----------------------- | ---------------- | ----------------- |
| Ellen Chasen            | Rashida Jones    | Németh Borbála    |
| Peter Lucian            | Peter Sarsgaard  | Makranczi Zalán   |
| Samuel Diaz             | Tony Revolori    | Rada Bálint       |
| Robert Feinway          | Austin Pendleton | Rosta Sándor      |
| Nancy                   | Kate Lyn Sheil   | Sipos Eszter Anna |
| Landon                  | Alex Karpovsky   | Karácsonyi Zoltán |
| Harold Carlyle          | Bruce Altman     | Jakab Csaba       |
| Dr. Elizabeth Brookings | Tina Benko       | Bognár Gyöngyvér  |
| Denise Feinway          | Alison Fraser    |                   |
| Hillary                 | Tracee Chimo     | Gáspár Kata       |

### Magyar változat
- Magyar szöveg: Varga Mariann
- Hangmérnök: Erdélyi Imre
- Gyártásvezető: Újréti Zsuzsa
- Szinkronrendező: Egyed Mónika
- Produkciós vezető: Dallos Miklós

A szinkront az SDI Media Hungary készítette el.

## Bemutató
A film Michael Tyburski rendezői debütálása, aki a forgatókönyvet Ben Naborsszal közösen írta, Tyburski Palimpsest című regénye alapján. A filmet először a Sundance Filmfesztiválon mutatták be 2019 januárjában. Ezután 2019. május elején a Montclair Filmfesztiválon, majd júniusban az Edinburgh-i Nemzetközi Filmfesztiválon is vetítették. 2019. szeptember 13-án került a mozikba az Amerikai Egyesült Államokban. A Haifai Nemzetközi Filmfesztiválon 2019 októberében mutatták be.

## Fogadtatás
A Rotten Tomatoes weboldalon 63%-os értékelést kapott, 43 kritika alapján, az átlagos értékelése 5,7 pont a 10-ből. A Metacritic oldalán 100-ból 66 pontott kapott (16 kritika alapján), ami általánosságban „kedvező értékelést” jelent.